# Doctor Doom
Victor von Doom, normalt omtalt som Doctor Doom, er hovedskurken i tegneserierne om De Fantasiske Fire. Han er leder af landet Latveria, og har total magt over landet, og råderet over landets ressourcer. Han optræder også som skurk i en række andre Marvel-tegneserier, blandt andet Spider-Man og er desuden også hovedskurk i filmatiseringen Fantastic Four fra 2005. Han optræder også i en del Marvel-tegnefilm, blandt andet Fantastic Four af Hanna-Barbera. Der er også planer om at introducere Doctor Doom i Marvel Cinematic Universe.